# Кастельветро-П'ячентіно
Кастельветро-П'ячентіно (італ. Castelvetro Piacentino) — муніципалітет в Італії, у регіоні Емілія-Романья,  провінція П'яченца.
Кастельветро-П'ячентіно розташоване на відстані близько 410 км на північний захід від Рима, 130 км на північний захід від Болоньї, 23 км на схід від П'яченци.
Населення — 5500 осіб (2014).

## Демографія
Населення за роками:

Станом на 1 січня 2023 року в муніципалітеті офіційно проживало 568 іноземців з 43 країн, серед них 269 громадян країн Євросоюзу та 9 громадян України.

## Сусідні муніципалітети
- Кремона
- Джерре-де'-Капріолі
- Монтічеллі-д'Онджина
- Спінадеско
- Станьйо-Ломбардо
- Вілланова-сулл'Арда